# Philip Zimbardo
Philip Zimbardo, född 23 mars 1933 i New York, död 14 oktober 2024 i San Francisco, Kalifornien, var en amerikansk psykolog och professor i psykologi vid Stanford University. Han blev mest känd för att ha organiserat det kontroversiella Stanford prison experiment.

## Biografi
Philip Zimbardo föddes i New York år 1933, son till sicilianska immigranter. Han färdigställde sin BA med tre examina i psykologi, sociologi och antropologi på Brooklyn College 1954. Han tog sedan både en M.S samt Ph.D i psykologi på Yale university.

## Yrkesliv
Zimbardo har skrivit flera böcker, senast The Lucifer Effect: Understanding How Good People Turn Evil (ISBN 1-4000-6411-2). Bokens första del handlar om Stanfordexperimentet. Den andra delen handlar om vakternas övergrepp i fängelset Abu Ghraib. Zimbardo hade ställt upp som expertvittne för försvaret av en av de amerikanska vakterna.  Det var denna bok som gav upphovet till uttrycket lucifereffekten.
Stanford Prison-experimentet studerade hur människan agerar i fångenskap och hur sociala roller påverkar ens beteende. Deltagarna blev slumpmässigt utsedda till antingen fångar eller fångvaktare i ett tillfälligt fängelse i universitetets källare. Det visade sig att deltagarna snabbt anpassade sig till sina givna roller som fånge eller fångvaktare. Experimentet gick snabbt överstyr och fick avbrytas efter 6 dagar. Experimentets metodik samt dess resultat har senare ifrågasatts (ex Bregman R., I grunden god, 2019) "Och Philip Zimbardo? När en amerikansk journalist år 2018 frågade honom om de nya avslöjandena (om manipulationer som ägt rum) skulle påverka hur människor såg på hans experiment, svarade han att han inte brydde sig om det. 
”Folk får säga vad de vill. Det är den mest berömda studien i psykologins historia. Det finns inga andra studier som folk fortfarande pratar om femtio år senare. Helt vanliga människor känner till den. [...] Den har fått ett eget liv. [...] Jag kommer inte att försvara den längre. Dess egen livslängd är försvar nog.”

## Böcker på svenska
- Blyghet: vad det är och vad man kan göra åt det, forskning i samarbete med Paul A. Pilkonis; terapi i samarbete med Margaret E. Marnell, 1978 (Shyness: what it is, what to do about it)
- Det blyga barnet: att förebygga och betvinga blyghet hos barn och ungdom: en handbok för föräldrar och lärare, tills. med Shirley Radl, 1982 (The shy child)